# Опроштај грехова
Индулгенција је искупљење, опроштај грехова. Термин се користи у оквиру доктрине католицизма по којој су почињени греси, или они који се тек намеравају учинити, могу откупити новцем код, у католичкој хијерархији, за то овлашћених лица. Висока цена откупа грехова довела је до отпора и појаве протестантизма и других реформатских цркава.
Пракса дељења опроштаја грехова се посебно развила од 11. века, a понекад је долазило и до њене злоупотребе. Али већ од средине 16. века није било дељења опроштаја грехова за новац, већ се од верника захтевало да учине неко добро дело или да читају Свето писмо.
До значајних промена је дошло 60-тих година 20. века. Године 1999. у Аугсбургу је потписан споразум између Католичке и Евангелистичке цркве којим се оне слажу у томе да се опроштај греха добија сам вером, a не делима.